# Bronisława Bajor
Bronisława Bajor (ur. 19 września 1939 w Dobrej) – polska polityk, rolnik, posłanka na Sejm I kadencji.

## Życiorys
Ukończyła zasadniczą szkołę rolniczą, prowadziła indywidualne gospodarstwo rolne. W latach 1991–1993 sprawowała mandat posła I kadencji, wybranego z listy Sojuszu Lewicy Demokratycznej w okręgu wyborczym krośnieńsko-przemyskim. Bez powodzenia kandydowała w wyborach parlamentarnych w 1993 i 1997. W 2006 bezskutecznie ubiegała się o mandat radnej gminy Sieniawa, uzyskała go cztery lata później z ramienia lokalnego komitetu, a utrzymała również w 2014 i 2018.

## Wyniki wyborcze do Sejmu
| Wybory | Komitet wyborczy | Komitet wyborczy             | Organ             | Okręg | Wynik |
| ------ | ---------------- | ---------------------------- | ----------------- | ----- | ----- |
| 1991   |                  | Sojusz Lewicy Demokratycznej | Sejm I kadencji   | nr 30 | 3399  |
| 1993   |                  | Sojusz Lewicy Demokratycznej | Sejm II kadencji  | nr 36 | 1458  |
| 1997   |                  | Sojusz Lewicy Demokratycznej | Sejm III kadencji | nr 36 | 1322  |